# Сборная Эстонии по пляжному футболу
Сборная Эстонии по пляжному футболу — национальная команда, которая представляет Эстонию на международных соревновательных дисциплинах по пляжному футболу. Управляется Эстонским футбольным союзом.
По состоянию на июнь 2024 года Эстония в мировом рейтинге пляжного футбола занимает 45 место.

## История
На международном уровне Эстония дебютировала в 2007 году в рамках турнира последнего шанса, являвшегося квалификацией на чемпионат мира. Команда вылетела из турнира уже после первого матча, уступив Украине со счётом 1:3. В 2009 году в рамках квалификации на чемпионат мира Эстония уступила в первых двух матчах Украине (3:3 основное время и 1:2 по пенальти) и Италии (3:9), но в последней игре обыграла Болгарию (13:4). В дальнейшем эстонская сборная ещё восемь раза принимала участие в отборочных кампаниях, но ни разу не выходила на мундиаль.
В июле 2013 года две товарищеских встречи с Эстонией провела сборная Таити, которая готовилась к чемпионату мира. Обе игры завершились поражением балтийцев — 2:4 и 1:5.
На Кубке Дружбы 2015 года в Белоруссии Эстония заняла третье место.
Дважды Эстония занимала второе место в Дивизионе «Б» Евролиги. В 2015 году команда уступила Румынии (6:6 основное время и 2:3 по пенальти), а в 2017 году — Турции (2:4). По итогам Евролиги 2021 года Эстония под руководством Алексея Галкина заняла первое место в дивизионе «Б», обыграв в промофинале Турцию (4:3). Первый сезон в дивизионе «А» эстонцы завершили на девятом месте, переиграв в решающем матче Германию (3:1).

## Статистика

### Квалификация на чемпионат мира
| Год   | Результат      | И  | В  | В+ | П  | ГЗ  | ГП  |
| ----- | -------------- | -- | -- | -- | -- | --- | --- |
| 2008  | 1/8 финала     | 4  | 1  | 0  | 3  | 11  | 13  |
| 2009  | 1/8 финала     | 4  | 1  | 0  | 3  | 19  | 25  |
| 2011  | 1/8 финала     | 4  | 1  | 0  | 3  | 11  | 16  |
| 2013  | групповой этап | 3  | 1  | 0  | 2  | 9   | 11  |
| 2015  | 11 место       | 8  | 2  | 1  | 5  | 23  | 33  |
| 2017  | групповой этап | 3  | 1  | 0  | 2  | 10  | 10  |
| 2019  | групповой этап | 3  | 0  | 0  | 3  | 6   | 14  |
| 2021  | 14 место       | 8  | 2  | 1  | 5  | 26  | 36  |
| 2023  | 10 место       | 5  | 1  | 1  | 3  | 18  | 20  |
| Всего | 9/9            | 42 | 10 | 3  | 29 | 133 | 178 |